# Mariol
Mariol é uma comuna francesa na região administrativa de Auvérnia-Ródano-Alpes, no departamento Allier. Estende-se por uma área de 9,39 km². Em 2010 a comuna tinha 796 habitantes (densidade: 84,8 hab./km²).